# Заутеланде
Заутеланде (нидерл. Zoutelande, зел. Zóetelande) — деревня в нидерландской провинции Зеландия, приморский курорт. Входит в общину Вере.

## География
Заутеланде расположена в юго-западной части Нидерландов, на бывшем острове Валхерен, который посредством системы дамб и польдеров был соединён с континентальной частью страны. С 1966 года Заутеланде являлось частью общины Ваклениссе, которая, в свою очередь, в 1997 году влилась в более крупную общину Вере. Заутеланде располагается между двумя другими населёнными пунктами, входящими в Вере, — Дисхуком и Весткапелле. Вместе их иногда называют «Зеландской Ривьерой».

## Экономика
Заутеланде долгое время оставалась аграрным поселением. Ситуация начала меняться с середины XIX века, когда отдых у моря стал пользоваться широким спросом. К началу XXI века туризм является основной отраслью экономики Заутеланде. Пляжи Заутеланде являются одними из наиболее посещаемых на юге Нидерландов, в деревне действуют многочисленные гостиницы, местные жители сдают комнаты и дома внаём. Помимо пляжей и приморского бульвара, вниманию туристов предлагаются тематический парк аттракционов Deltapark Neeltje Jans и расположенные неподалёку Национальный музей футбола в Мидделбурге и музей проекта «Дельта».

## Исторические памятники

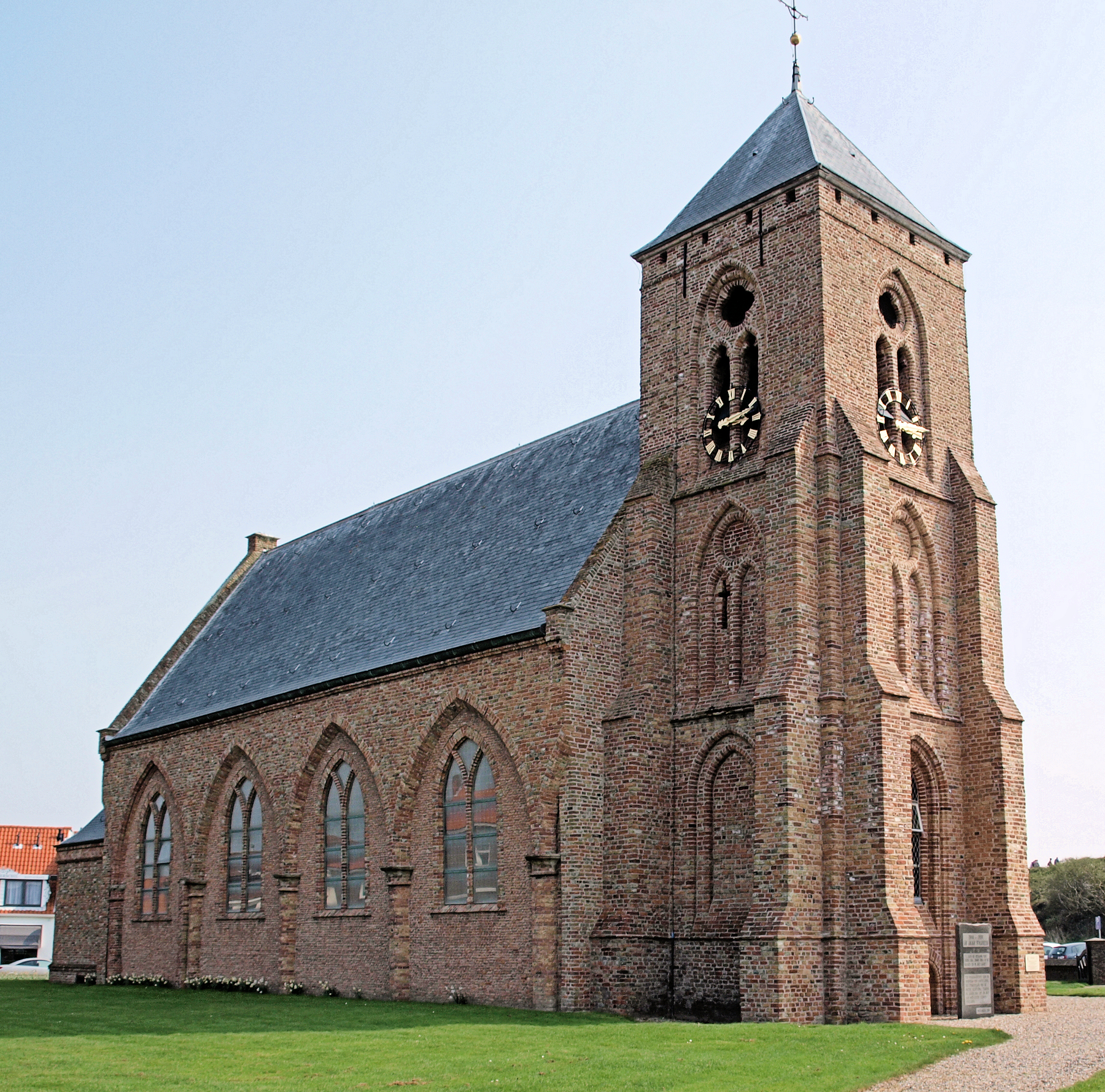
Церковь Заутеланде

В колокольне расположенной в Заутеланде реформатской церкви сохранились части, относящиеся к кирпичной готике XIII века. Около 1500 года разрушающаяся старинная церковь была перестроена в зальный храм. Эта новая церковь, однако, была частично разрушена в 70-е годы XVI века, и только северная часть постройки сохранилась до наших дней. В 1738 году церковь была восстановлена в своём прежнем виде, а в 1950 году прошла реставрацию.
Церковный приход Заутеланде местная традиция связывает с именем святого Виллиброрда. Вода колодца XVI века, согласно легенде, вырытого самим Виллибрордом, якобы обладала целебными свойствами, но в двадцатом веке колодец был разрушен при строительстве морской дамбы. В 1980-е годы ниже дамбы была построена по сохранившимся изображениям копия исторического колодца.
В Заутеланде сохранилась старинная ветряная мельница — круглая каменная постройка, датируемая 1722 годом.